# ويليام لي دير
ويليام لي دير (بالإنجليزية: William Lee Dwyer)‏ هو قاضي ومحامي أمريكي، ولد في 26 مارس 1929 في أولمبيا في الولايات المتحدة، وتوفي في 12 فبراير 2002 في سياتل في الولايات المتحدة.